# Lienardia innocens
Lienardia innocens é uma espécie de gastrópode do gênero Lienardia, pertencente a família Clathurellidae.